# Євченко Іван Петрович
Іван Петрович Євченко (нар. 28 січня 1936, Вишнівка — пом. 9 лютого 2014) — український живописець; член Спілки радянських художників України з 1967 року.

## Біографія
Народився 28 січня 1936 року в селі Вишнівці (колишнє село Сокологірненської сільської ради Генічеського району Херсонської області). Упродовж 1958—1963 років навчався на художньо-педагогічному відділенні Одеського художнього інституту (викладачі Тамара Єгорова, Олексій Лихоліт, Георгій Павлюк, Микола Павлюк, Валентина Чишко). Дипломна робота — картина «Первісток» (керівники Тамара Єгорова і Георгій Павлюк; Донецький художній музей).
У 1960—1995 роках працював на Запорізькому художньо-виробничому комбінаті, потім на творчій роботі. Жив у Запоріжжі в будинку на вулиці Шаумяна, № 4, квартира № 22 та в будинку на проспекті Радянському, № 9, квартира № 306. Помер 9 лютого 2014 року.

## Творчість
Працював в галузі станкового і монументального живопису. Основна тема — земля і люди: змалював красу рідної землі, творчу працю селян та робітників. Образи трудівників узагальнені, перебувають у конкретних ситуаціях, але без буденності. Серед робіт:
- «Зустріч Тараса Шевченка з Катериною» (1964);
- «Первісток» (1965);
- «Весна» (1966);
- «Буряківники» (1967);
- «Сутінки» (1967);
- «Дубки» (1969, Донецький художній музей);
- «Леся слухає кобзаря» (1971);
- «Прощання з батьком» (1971, Запорізький художній музей);
- «Пливіть, вінки на Івана Купала» (1972);
- «Тарас Шевченко в Україні» (1973);
- «Літо» (1974);
- «Садівніця» (1974, Запорізький художній музей);
- «Сіячі» (1975);
- «Дніпробудівники» (1977);
- «Бригада флюсоварів В. Шаха» (1982);
- «Механізатори села Верхня Терса» (1984);
- «Схили Дніпра» (1984, Запорізький художній музей);
- «Засвіт встали козаченькі» (1990, Запорізький художній музей);
- «Весна на Хортиці» (1993, Запорізький художній музей);
- «Літо» (2002);
- «Осінь на Хортиці» (2005);
- «Мати» (2007).

У співавторстві з Ігорем Маляренком у 1964 році створив мозаїчне панно «Героїка наших днів» в Запорізькому заводі плавлених сирів.
Брав участь у республіканських виставках з 1965 року. Персональна виставка відбулася у Запоріжжі у 1977 році.

## Відзнаки
- Нагороджений Почесною грамотою Міністерства культури України[2];
- Лауреат премії імені І. І. Бродського[2].